# Djurgårdens IF Fotboll 2020
Djurgårdens herrlag i fotboll tävlar under säsongen 2020 i Allsvenskan, Svenska cupen och kvalar till Uefa Champions League.

## Spelartruppen 2020

### A-laget
Truppen aktuell per den: 7 december 2020.
| Nr | Nat     | Spelare                                                                 | Position    | Född              | Längd  | I DIF sedan                     | Kontrakt till | Kom från             | Moderklubb        | Seriematcher | Mål |
| -- | ------- | ----------------------------------------------------------------------- | ----------- | ----------------- | ------ | ------------------------------- | ------------- | -------------------- | ----------------- | ------------ | --- |
| 12 | Norge   | PK Bråtveit                                                             | Målvakt     | 15 februari 1996  | 184 cm | 2019                            | 2022-12-31    | FK Haugesund         | FK Haugesund      | 28           | 0   |
| 30 | Sverige | Tommi Vaiho                                                             | Målvakt     | 13 september 1988 | 188 cm | 2017 (och 2005-2012)            | 2021-12-31    | Gais                 | IF Brommapojkarna | 66           | 0   |
| 37 | Norge   | Erland Tangvik                                                          | Målvakt     | 9 juli 1997       | 186 cm | 2020                            | 2020-12-31    | Tiller IL            | Tillerbyen FK     | 0            | 0   |
| 2  | Sverige | Jesper Nyholm                                                           | Back        | 10 september 1993 | 184 cm | 2020                            | 2021-12-31    | AIK FF               | Funbo IF          | 11           | 1   |
| 4  | Sverige | Jacob Une Larsson                                                       | Back        | 8 april 1994      | 181 cm | 2016                            | 2021-12-31    | IF Brommapojkarna    | IF Brommapojkarna | 118          | 5   |
| 5  | Sverige | Elliot Käck                                                             | Back        | 18 september 1989 | 173 cm | 2019 (och 1995-2008, 2015-2017) | 2021-12-31    | IK Start             | Djurgårdens IF    | 131          | 1   |
| 15 | Sverige | Jonathan Augustinsson                                                   | Back        | 30 mars 1996      | 185 cm | 2016                            | 2021-12-31    | IF Brommapojkarna    | IF Brommapojkarna | 77           | 3   |
| 16 | Norge   | Aslak Fonn Witry                                                        | Back        | 10 mars 1996      | 178 cm | 2019                            | 2022-12-31    | Ranheim IL           | Rosenborg BK      | 51           | 5   |
| 21 | Sverige | Erik Berg                                                               | Back        | 30 december 1988  | 192 cm | 2018*                           | 2022-12-31    | FC Köpenhamn         | Falkenbergs FF    | 43           | 5   |
| 26 | Sverige | Linus Tagesson                                                          | Back        | 11 februari 2002  | 178 cm | 2018                            | 2022-12-31    | Djurgården U19       | IFK Österåker     | 0            | 0   |
| 27 | Sverige | Melker Jonsson                                                          | Back        | 10 juli 2002      | 186 cm | 2020*                           | 2022-12-31    | Djurgården U19       | IFK Lidingö       | 2            | 0   |
| 28 | Sverige | Alexander Abrahamsson                                                   | Back        | 7 augusti 1999    | 187 cm | 2019                            | 2020-12-31    | Djurgården U19       | Unik FK           | 0            | 0   |
| 6  | Sverige | Jesper Karlström (lagkapten)                                            | Mittfältare | 21 juni 1995      | 182 cm | 2015                            | 2022-12-31    | IF Brommapojkarna    | IF Brommapojkarna | 147          | 8   |
| 7  | Sverige | Magnus Eriksson                                                         | Mittfältare | 8 april 1990      | 180 cm | 2020* (och 2016-2017)           | 2023-12-31    | San Jose Earthquakes | AIK FF            | 59           | 20  |
| 8  | Sverige | Kevin Walker                                                            | Mittfältare | 3 augusti 1989    | 177 cm | 2015                            | 2020-12-31    | GIF Sundsvall        | Varbergs BoIS     | 132          | 14  |
| 9  | Sverige | Haris Radetinac                                                         | Mittfältare | 28 oktober 1985   | 187 cm | 2013*                           | 2021-12-31    | Mjällby AIF          | Novi Pazar        | 137          | 11  |
| 11 | Sverige | Jonathan Ring                                                           | Mittfältare | 5 december 1991   | 182 cm | 2018                            | 2020-12-31    | Kalmar FF            | Adolfsbergs IK    | 82           | 11  |
| 14 | Zambia  | Edward Chilufya                                                         | Mittfältare | 17 september 1999 | 171 cm | 2018                            | 2022-12-31    | Mpande Youth         | Mpande Youth      | 33           | 3   |
| 19 | Sverige | Nicklas Bärkroth                                                        | Mittfältare | 19 januari 1992   | 172 cm | 2018*                           | 2021-12-31    | Lech Poznań          | Balltorps FF      | 48           | 4   |
| 22 | Zambia  | Emmanuel Banda                                                          | Mittfältare | 29 september 1997 | 178 cm | 2020                            | 2022-12-31    | KV Oostende          | Nchanga Rangers   | 8            | 1   |
| 23 | Norge   | Fredrik Ulvestad                                                        | Mittfältare | 17 juni 1992      | 183 cm | 2018                            | 2020-12-31    | Burnley FC           | Aalesunds FK      | 80           | 17  |
| 24 | England | Curtis Edwards                                                          | Mittfältare | 12 januari 1994   | 183 cm | 2019*                           | 2022-12-31    | Östersunds FK        | Middlesbrough FC  | 37           | 4   |
| 25 | Sverige | Mattias Mitku                                                           | Mittfältare | 20 juli 2001      | 177 cm | 2020*                           | 2020-12-31    | Djurgården U19       | IFK Tumba         | 3            | 0   |
| 17 | Sverige | Kalle Holmberg                                                          | Anfallare   | 3 april 1993      | 185 cm | 2020                            | 2022-12-31    | IFK Norrköping       | Rynninge IK       | 30           | 9   |
| 20 | Sverige | Emir Kujović                                                            | Anfallare   | 22 juni 1988      | 194 cm | 2019*                           | 2021-12-31    | Fortuna Düsseldorf   | Klippans BoIF     | 37           | 9   |
| 29 | Sverige | Oscar Pettersson (även tillgänglig för Akropolis IF under höstsäsongen) | Anfallare   | 1 februari 2000   | 178 cm | 2019                            | 2020-12-31    | Djurgården U19       | Djurgårdens IF    | 7            | 1   |

| Nr | Nat     | Utlånade/sålda spelare under 2020                    | Position    | Född          | Längd  | I DIF sedan | Kontrakt till | Kom från            | Moderklubb        | Seriematcher | Mål |
| -- | ------- | ---------------------------------------------------- | ----------- | ------------- | ------ | ----------- | ------------- | ------------------- | ----------------- | ------------ | --- |
| 2  | Sverige | Johan Andersson (utlånad till 31 december 2020)      | Back        | 15 juni 1995  | 176 cm | 2018        | 2021-12-31    | IK Sirius           | Vaksala SK        | 2            | 0   |
| 3  | Sverige | Marcus Danielson (såld 28 februari 2020)             | Back        | 8 april 1989  | 192 cm | 2018        | 2022-12-31    | GIF Sundsvall       | Skogstorp GOIF    | 52           | 6   |
| 7  | Sverige | Dzenis Kozica (utlånad till 31 december 2020)        | Mittfältare | 28 april 1993 | 180 cm | 2018        | 2021-12-31    | Jönköpings Södra IF | IFK Värnamo       | 27           | 3   |
| 10 | Kosovo  | Astrit Ajdarević (lämnade 27 augusti 2020)           | Mittfältare | 17 april 1990 | 192 cm | 2019        | 2021-12-31    | AEK Aten            | Rinia IF          | 34           | 0   |
| 17 | Sverige | Hampus Finndell (utlånad till 31 december 2020)      | Mittfältare | 6 juni 2000   | 177 cm | 2018        | 2021-12-31    | FC Gröningen        | IF Brommapojkarna | 3            | 0   |
| 22 | Sverige | Adam Bergmark Wiberg (utlånad till 31 december 2020) | Anfallare   | 7 maj 1997    | 182 cm | 2019        | 2022-12-31    | Gefle IF            | Djurgårdens IF    | 5            | 0   |

Seriematcher & mål räknat efter 2020 års säsong.
- = kom mitt under säsong

## Träningsmatcher
| Datum                   | Motståndare | H/B | Resultat | Målskyttar  | Varningar | Domare            | Publik | Arena       |
| ----------------------- | ----------- | --- | -------- | ----------- | --------- | ----------------- | ------ | ----------- |
| Lördag 15 februari 2020 | SK Brann    | H   | 1–4      | Kujović 32' |           | Mohammed Al-Hakim | 6.047  | Tele2 Arena |

## Svenska cupen
| Omgång | Datum                    | Motståndare   | H/B | Resultat | Målskyttar                                                   | Varningar | Domare          | Publik | Arena            |
| ------ | ------------------------ | ------------- | --- | -------- | ------------------------------------------------------------ | --------- | --------------- | ------ | ---------------- |
| 2      | Torsdag 19 november 2020 | Sollentuna FK | B   | 4-0      | Kujović (2) 45+2' (straff), 90+1', Käck 37', Une Larsson 80' |           | Fredrik Hansson |        | Sollentunavallen |

| Omgång    | Datum                   | Motståndare   | H/B | Resultat | Målskyttar                                       | Varningar        | Domare               | Publik | Arena           |
| --------- | ----------------------- | ------------- | --- | -------- | ------------------------------------------------ | ---------------- | -------------------- | ------ | --------------- |
| 2         | Torsdag 22 augusti 2019 | Akropolis IF  | B   | 2–1      | Radetinac 5' (nick), Pettersson 8'               |                  | Victor Wolf          | 1.680  | Grimsta IP      |
| Gruppspel | Lördag 22 februari 2020 | Dalkurd FF    | H   | 3–2      | Kujović (2) 18' (nick), 23' (nick), Holmberg 31' |                  | Martin Strömbergsson | 7.047  | Tele2 Arena     |
| Gruppspel | Måndag 2 mars 2020      | Sandvikens IF | B   | 2–2      | Karlström 7', Ulvestad 23'                       |                  | Enzo Vesprini        | 4.223  | Göransson Arena |
| Gruppspel | Lördag 7 mars 2020      | Mjällby AIF   | H   | 1-2      | Augustinsson 16' (frispark)                      | Augustinsson 41' | Kaspar Sjöberg       | 7.075  | Tele2 Arena     |

## Europaspel
| Omgång       | Datum                  | Motståndare | H/B | Resultat | Målskyttar | Varningar              | Domare     | Publik | Arena          |
| ------------ | ---------------------- | ----------- | --- | -------- | ---------- | ---------------------- | ---------- | ------ | -------------- |
| Kvalomgång 1 | Onsdag 19 augusti 2020 | Ferencváros | B   | 0-2      |            | Holmberg 65', Berg 71' | Fedayi San | 0      | Groupama Arena |

| Omgång       | Datum                     | Motståndare | H/B | Resultat | Målskyttar                         | Varningar                                  | Domare             | Publik | Arena       |
| ------------ | ------------------------- | ----------- | --- | -------- | ---------------------------------- | ------------------------------------------ | ------------------ | ------ | ----------- |
| Kvalomgång 2 | Torsdag 17 september 2020 | Europa FC   | H   | 2-1      | Edwards 42', Ulvestad 69' (straff) | Edwards 2', Chilufya 52'                   | Stéphanie Frappart | 0      | Tele2 Arena |
| Kvalomgång 3 | Torsdag 24 september 2020 | CFR Cluj    | H   | 0-1      |                                    | Eriksson 12', Chilufya 44', Ulvestad 90+5' | Bartosz Frankowski | 0      | Tele2 Arena |

## Allsvenskan
Allsvenskan skulle för Djurgårdens del inledas den 4 april och pågå tom den 8 november, på grund av Coronavirusutbrottet inleddes serien istället den 14 juni och matcherna spelades utan publik tills vidare, därav publiksiffran 0.
| Omgång | Datum                | Motståndare      | H/B | Resultat | Målskyttar                                                                                          | Varningar                                                  | Domare              | Publik | Arena                   | Pl |
| ------ | -------------------- | ---------------- | --- | -------- | --------------------------------------------------------------------------------------------------- | ---------------------------------------------------------- | ------------------- | ------ | ----------------------- | -- |
| 1      | Söndag 14 juni       | IK Sirius        | B   | 2-0      | Berg 24' (nick) (Fonn Witry), Pettersson 87' (Radetinac)                                            | Une Larsson 70'                                            | Victor Wolf         | 0      | Studenternas IP         | 2  |
| 2      | Onsdag 17 juni       | Örebro SK        | H   | 1-2      | Kujović 34' (nick) (Bärkroth)                                                                       | Ulvestad 32'                                               | Adam Ladebäck       | 0      | Tele2 Arena             | 8  |
| 3      | Söndag 21 juni       | IFK Norrköping   | B   | 0-3      | | Walker 77'                                                 | Bojan Pandzic       | 0      | Östgötaporten           | 13 |
| 4      | Söndag 28 juni       | Kalmar FF        | H   | 5-0      | Ulvestad (3) 5' (straff), 9', 39' (Fonn Witry), Augustinsson 10' (frispark), Walker 84' (Radetinac) |                                                            | Kaspar Sjöberg      | 0      | Tele2 Arena             | 4  |
| 5      | Onsdag 1 juli        | Malmö FF         | B   | 0-1      | | Berg 29', Augustinsson 45', Karlström 64'                  | Glenn Nyberg        | 0      | Eleda Stadion           | 11 |
| 6      | Måndag 6 juli        | Helsingborgs IF  | H   | 2-2      | Holmberg 9' (Kujović), Ulvestad 23' (straff)                                                        | Karlström 14', Berg 84', Pettersson 90+1'                  | Bojan Pandzic       | 0      | Tele2 Arena             | 10 |
| 7      | Söndag 12 juli       | IFK Göteborg     | B   | 2-1      | Ulvestad 9' (straff), Holmberg 34' (Radetinac)                                                      | Karlström 36'                                              | Kaspar Sjöberg      | 0      | Gamla Ullevi            | 5  |
| 8      | Onsdag 15 juli       | Falkenbergs FF   | H   | 1-0      | Fonn Witry 90+3' (Käck)                                                                             | Une Larsson 59', Käck 87', Holmberg 90+1'                  | Fredrik Klitte      | 0      | Tele2 Arena             | 3  |
| 9      | Söndag 19 juli       | IF Elfsborg      | B   | 0-1      | |                                                            | Glenn Nyberg        | 0      | Borås Arena             | 7  |
| 10     | Onsdag 22 juli       | Östersunds FK    | H   | 0-0      | |                                                            | Victor Wolf         | 0      | Tele2 Arena             | 6  |
| 11     | Söndag 26 juli       | AIK FF           | B   | 1-0      | Fonn Witry 77' (frispark)                                                                           | Berg 83', Ulvestad 90+5'                                   | Glenn Nyberg        | 0      | Friends Arena           | 5  |
| 12     | Lördag 1 augusti     | BK Häcken        | H   | 3-1      | Holmberg (2) 20' (Radetinac), 45+3' (Augustinsson), Berg 47' (Une Larsson)                          | Ulvestad 7', Berg 57', Karlström 78'                       | Bojan Pandzic       | 0      | Tele2 Arena             | 4  |
| 13     | Onsdag 5 augusti     | Varbergs BoIS FC | B   | 2-1      | Kujović 29' (nick) (Radetinac), Ulvestad '42 (straff)                                               |                                                            | Mohammed Al-Hakim   | 0      | Varberg Energi Arena    | 4  |
| 14     | Söndag 9 augusti     | Hammarby IF FF   | H   | 1-2      | Självmål 74'                                                                                        | Karlström 68'                                              | Andreas Ekberg      | 0      | Tele2 Arena             | 4  |
| 15     | Onsdag 12 augusti    | Mjällby AIF      | H   | 2-1      | Kujović 51' (nick) (Banda), Augustinsson 64' (nick) (Fonn Witry)                                    | Ulvestad 31', Karlström 37', Berg 78', Une Larsson 89'     | Per Melin           | 0      | Tele2 Arena             | 3  |
| 16     | Lördag 15 augusti    | Örebro SK        | B   | 3-0      | Banda 45' (nick) (Fonn Witry), Bärkroth 83', Chilufya 90' (Bärkroth)                                | Käck 75'                                                   | Glenn Nyberg        | 0      | Behrn Arena             | 3  |
| 17     | Lördag 22 augusti    | IFK Göteborg     | H   | 2-2      | Berg 51' (nick) (Radetinac), Edwards 59' (Ulvestad)                                                 | Une Larsson 41', Fonn Witry 72', Berg 73'                  | Kristoffer Karlsson | 0      | Tele2 Arena             | 4  |
| 18     | Söndag 30 augusti    | Helsingborgs IF  | B   | 1-3      | Edwards 56' (Ring)                                                                                  | Ulvestad 86'                                               | Granit Maqedonci    | 0      | Olympia                 | 4  |
| 20     | Lördag, 12 september | IF Elfsborg      | H   | 1-1      | Chilufya 47' (Karlström)                                                                            | Radetinac 85'                                              | Kaspar Sjöberg      | 0      | Tele2 Arena             | 5  |
| 21     | Söndag, 20 september | Östersunds FK    | B   | 1-1      | Eriksson 61' (Chilufya)                                                                             | Une Larsson 42', Walker 86', Karlström 89'                 | Granit Maqedonci    | 0      | Jämtkraft Arena         | 5  |
| 22     | Söndag 27 september  | IFK Norrköping   | H   | 1-2      | Kujović 78' (Bärkroth)                                                                              |                                                            | Victor Wolf         | 0      | Tele2 Arena             | 5  |
| 23     | Söndag 4 oktober     | Hammarby IF FF   | B   | 1-1      | Nyholm 90+4' (Holmberg)                                                                             | Radetinac 48' Ulvestad 53'                                 | Kristoffer Karlsson | 0      | Tele2 Arena             | 6  |
| 24     | Måndag 19 oktober    | Malmö FF         | H   | 3-2      | Holmberg (2) 82', 89' (Chilufya), Ulvestad (nick) (Käck) 81'                                        | Bärkroth 25', Radetinac 32', Eriksson 66', Une Larsson 75' | Glenn Nyberg        | 0      | Tele2 Arena             | 5  |
| 25     | Söndag 25 oktober    | IK Sirius        | H   | 4-0      | Holmberg (2) 66', 72' (Chilufya), Ulvestad (2) 77' (Edwards), 86' (Fonn Witry)                      | Ulvestad 34', Karlström 57'                                | Andreas Ekberg      | 0      | Tele2 Arena             | 4  |
| 19*    | Onsdag 28 oktober    | BK Häcken        | B   | 2-0      | Radetinac 9' (nick) (Käck), Ulvestad 71' (straff)                                                   | Käck 53', Eriksson 76'                                     | Mohammed Al-Hakim   | 0      | Bravida Arena           | 2  |
| 26     | Söndag 1 november    | Falkenbergs FF   | B   | 2-3      | Kujović 16' (nick) (Radetinac), Ulvestad 52' (straff)                                               | Eriksson 46, Augustinsson 77'                              | Victor Wolf         | 300    | Falcon Alkoholfri Arena | 3  |
| 27     | Söndag 8 november    | AIK FF           | H   | 0-1      | | Ulvestad 55'                                               | Kaspar Sjöberg      | 0      | Tele2 Arena             | 4  |
| 28     | Söndag 22 november   | Kalmar FF        | B   | 3-0      | Edwards 11', Holmberg 18' (Bärkroth), Eriksson 31'                                                  | Kujović 90+2'                                              | Mohammed Al-Hakim   | 0      | Guldfågeln Arena        | 3  |
| 29     | Söndag 29 november   | Mjällby AIF      | B   | 1-2      | Eriksson 54' (Ulvestad)                                                                             | Une Larsson 18', Augustinsson 27', Berg 45', Karlström 63' | Kristoffer Karlsson | 0      | Strandvallen            | 5  |
| 30     | Söndag 6 december    | Varbergs BoIS FC | H   | 1-0      | Karlström 46' (Kujović)                                                                             | Karlström 28', Nyholm (rött) 61', Käck 75', Kujović 89'    | Victor Wolf         | 0      | Tele2 Arena             | 4  |

- * = Matchen skulle spelats onsdag 9 september men bortalaget fick matchen flyttad på grund av att flera spelare var borta på landslagsspel dagen innan.

## Statistik 2020

### Avser Allsvenskan 2020 (uppdaterat 12 december)
| Nr | Nat     | Spelare                     | Matcher | Mål                     | Assist | Poäng | Varningar | Utvisningar |
| -- | ------- | --------------------------- | ------- | ----------------------- | ------ | ----- | --------- | ----------- |
| 23 | Norge   | Fredrik Ulvestad            | 27      | 11 (6 straffar, 1 nick) | 2      | 13    | 8         | 0           |
| 17 | Sverige | Kalle Holmberg              | 30      | 9                       | 1      | 10    | 1         | 0           |
| 9  | Sverige | Haris Radetinac             | 26      | 1 (1 nick)              | 7      | 8     | 3         | 0           |
| 20 | Sverige | Emir Kujović                | 28      | 5 (4 nick)              | 2      | 7     | 2         | 0           |
| 16 | Norge   | Aslak Fonn Witry            | 26      | 2 (1 frispark)          | 5      | 7     | 1         | 0           |
| 14 | Zambia  | Edward Chilufya             | 16      | 2                       | 3      | 5     | 0         | 0           |
| 19 | Sverige | Nicklas Bärkroth            | 15      | 1                       | 4      | 5     | 1         | 0           |
| 24 | England | Curtis Edwards              | 25      | 3                       | 1      | 4     | 0         | 0           |
| 7  | Sverige | Magnus Eriksson             | 13      | 3                       | 0      | 3     | 3         | 0           |
| 21 | Sverige | Erik Berg                   | 21      | 3 (2 nick)              | 0      | 3     | 7         | 0           |
| 15 | Sverige | Jonathan Augustinsson       | 27      | 2 (1 frispark, 1 nick)  | 1      | 3     | 3         | 0           |
| 5  | Sverige | Elliot Käck                 | 25      | 0                       | 3      | 3     | 4         | 0           |
| 22 | Zambia  | Emmanuel Banda              | 8       | 1 (1 nick)              | 1      | 2     | 0         | 0           |
| 6  | Sverige | Jesper Karlström(lagkapten) | 28      | 1                       | 1      | 2     | 10        | 0           |
| 29 | Sverige | Oscar Pettersson            | 5       | 1                       | 0      | 1     | 1         | 0           |
| 2  | Sverige | Jesper Nyholm               | 11      | 1                       | 0      | 1     | 0         | 1           |
| 8  | Sverige | Kevin Walker                | 15      | 1                       | 0      | 1     | 2         | 0           |
|    |         | Självmål                    |         | 1                       |        | 1     |           |             |
| 11 | Sverige | Jonathan Ring               | 24      | 0                       | 1      | 1     | 0         | 0           |
| 4  | Sverige | Jacob Une Larsson           | 27      | 0                       | 1      | 1     | 7         | 0           |
| 12 | Norge   | PK Bråtveit                 | 18      | 0                       | 0      | 0     | 0         | 0           |
| 30 | Sverige | Tommi Vaiho                 | 12      | 0                       | 0      | 0     | 0         | 0           |
| 10 | Kosovo  | Astrit Ajdarević            | 4       | 0                       | 0      | 0     | 0         | 0           |
| 25 | Sverige | Mattias Mitku               | 3       | 0                       | 0      | 0     | 0         | 0           |
| 27 | Sverige | Melker Jonsson              | 2       | 0                       | 0      | 0     | 0         | 0           |

### Avser Europaspel 2020

#### Mål
1. Curtis Edwards, 1
2. Fredrik Ulvestad, 1 (1 straff)

#### Varningar
1. Edward Chilufya, 2
2. Kalle Holmberg, 1
3. Erik Berg, 1
4. Curtis Edwards, 1
5. Magnus Eriksson, 1
6. Fredrik Ulvestad, 1

### Avser Svenska cupen 2020/2021

#### Mål
1. Emir Kujović, 2 (1 straffmål)
2. Elliot Käck, 1
3. Jacob Une Larsson, 1

### Avser Svenska cupen 2019/2020

#### Mål
1. Emir Kujović, 2 (2 nickmål)
2. Haris Radetinac, 1 (1 nickmål)
3. Oscar Pettersson, 1
4. Kalle Holmberg, 1
5. Jesper Karlström, 1
6. Fredrik Ulvestad, 1
7. Jonathan Augustinsson, 1 (1 frispark)

#### Varningar
1. Jonathan Augustinsson, 1

### Avser träningsmatcher 2020

#### Mål
1. Emir Kujović, 1

## Övergångar

### Förlängda kontrakt
Efter Allsvenskan 2019 och inför/under säsongen 2020:
| Datum                  | Nr | Namn             | Position    | Kommentar                                                         | Länk   |
| ---------------------- | -- | ---------------- | ----------- | ----------------------------------------------------------------- | ------ |
| Torsdag 19 december    | 26 | Linus Tagesson   | Back        | U21-kontrakt i 3 år (2020-2022).                                  | dif.se |
| Onsdag 15 januari 2020 | 14 | Edward Chilufya  | Anfallare   | 3-årskontrakt (2020-2022). Byter även tröjnummer från 18 till 14. | dif.se |
| Lördag 25 januari 2020 | 6  | Jesper Karlström | Mittfältare | 3-årskontrakt (2020-2022).                                        | dif.se |

### Spelare/ledare in
Efter Allsvenskan 2019 och inför/under säsongen 2020:
| Datum                    | Nr | Namn            | Från                 | Position    | Kommentar                                                        | Länk                       |
| ------------------------ | -- | --------------- | -------------------- | ----------- | ---------------------------------------------------------------- | -------------------------- |
| Fredag 10 januari 2020   | 17 | Kalle Holmberg  | IFK Norrköping       | Anfallare   | Bosman, 3-årskontrakt (2020-2022).                               | dif.se & ifknorrkoping.se  |
| Lördag 15 februari 2020  | 37 | Erland Tangvik  | Tiller IL            | Målvakt     | Bosman, 1-årskontrakt (2020).                                    | dif.se & tillerfotball.no  |
| Lördag 22 februari 2020  | 22 | Emmanuel Banda  | KV Oostende          | Mittfältare | Bosman, 3-årskontrakt (2020-2022).                               | dif.se & kvo.be            |
| Lördag 13 juni 2020      | 2  | Jesper Nyholm   | AIK FF               | Back        | Bosman, 1,5-årskontrakt (2020-2021). Kan brytas efter 6 månader. | dif.se                     |
| Måndag 13 juli 2020      | 27 | Melker Jonsson  | Djurgården U19       | Back        | Skriver lärlingskontrakt på 2,5 år (2020-2022).                  | dif.se                     |
| Fredag 21 augusti 2020   | 7  | Magnus Eriksson | San Jose Earthquakes | Mittfältare | Värvning, 3,5-årskontrakt (2020-2023)                            | dif.se & sjearthquakes.com |
| Tisdag 15 september 2020 | 25 | Mattias Mitku   | Djurgården U19       | Mittfältare | Skriver lärlingskontrakt året ut (2020).                         | dif.se                     |

### Spelare/ledare ut
Efter Allsvenskan 2019 och inför/under säsongen 2020:
| Datum                   | Nr | Namn                     | Till                   | Position    | Kommentar                                                                                     | Länk                        |
| ----------------------- | -- | ------------------------ | ---------------------- | ----------- | --------------------------------------------------------------------------------------------- | --------------------------- |
| Fredag 29 november 2019 | 16 | Joseph Ceesay            | Helsingborgs IF        | Mittfältare | Kontraktet gick ut. Skrev på ett 2-årskontrakt med nya klubben.                               | dif.se & hif.se             |
| Tisdag 31 december 2019 | 77 | Mohamed Buya Turay       | Sint-Truidense         | Anfallare   | Lånekontraktet gick ut.                                                                       | dif.se                      |
| Tisdag 31 december 2019 | 37 | / Benjamin Machini       | Burgos CF              | Målvakt     | Lånekontraktet gick ut.                                                                       |                             |
| Tisdag 31 december 2019 | 19 | Marcus Hansson           | Klubb ej klar          | Back        | Kontraktet gick ut, ny klubb eller fortsättning ej klar.                                      |                             |
| Fredag 10 januari 2020  | 35 | Jacob Widell Zetterström |                        | Målvakt     | Tar sabbatsår från fotbollen på grund av hjärnskakning.                                       | dif.se                      |
| Måndag 13 januari 2020  | 22 | Adam Bergmark Wiberg     | Örgryte IS             | Anfallare   | Lån tom 31 december 2020.                                                                     | dif.se & fotboll.ois.se     |
| Tisdag 14 januari 2020  | 2  | Johan Andersson          | GIF Sundsvall          | Back        | Lån tom 31 december 2020 med köpoption.                                                       | dif.se & gifsundsvall.se    |
| Fredag 17 januari 2020  | 14 | Besard Sabovic           | Mjällby AIF            | Mittfältare | Kontraktet gick ut. Skrev på ett 2-årskontrakt med nya klubben.                               | dif.se & maif.se            |
| Måndag 27 januari 2020  | 17 | Hampus Finndell          | Dalkurd FF             | Mittfältare | Lån tom 31 december 2020.                                                                     | dif.se & dalkurd.se         |
| Tisdag 11 februari 2020 | 7  | Dzenis Kozica            | Jönköpings Södra IF    | Mittfältare | Lån tom 31 december 2020.                                                                     | dif.se & jonkopingssodra.se |
| Fredag 28 februari 2020 | 3  | Marcus Danielson         | Dalian Professional FC | Back        | Försäljning. Skrev på ett 3-årskontrakt med nya klubben.                                      | dif.se                      |
| Torsdag 27 augusti 2022 | 10 | Astrit Ajdarević         | Klubb ej klar          | Mittfältare | Kontraktet avslutat i förtid (gällde till 31 december 2021).                                  | dif.se                      |
| Fredag 4 september 2020 | 29 | Oscar Pettersson         | Akropolis IF           | Anfallare   | Lånas ut för resten av året men får dubbel klubbtillhörighet kan spela för båda föreningarna. | dif.se & akropolisif.com    |
| Måndag 30 november 2020 | 11 | Jonathan Ring            | Klubb ej klar          | Mittfältare | Kontraktet går ut och förlängs inte.                                                          | dif.se                      |
| Tisdag 1 december 2020  | 8  | Kevin Walker             | Klubb ej klar          | Mittfältare | Kontraktet går ut och förlängs inte.                                                          | dif.se                      |
| Onsdag 2 december 2020  | 6  | Jesper Karlström         | Lech Poznań            | Mittfältare | Försäljning. 3,5-årskontrakt med nya klubben (30 juni 2024), giltigt from 1 januari 2021.     | dif.se & lechpoznan.pl      |
| Torsdag 3 december 2020 | 23 | Fredrik Ulvestad         | Klubb ej klar          | Mittfältare | Kontraktet går ut och förlängs inte.                                                          | dif.se                      |
| Fredag 4 december 2020  | 15 | Jonathan Augustinsson    | Rosenborg BK           | Back        | Försäljning. 4-årskontrakt med nya klubben (31 december 2024), ansluter efter säsongen.       | dif.se & rbk.no             |
| Lördag 5 december 2020  | 28 | Alexander Abrahamsson    | Klubb ej klar          | Back        | Kontraktet går ut och förlängs inte.                                                          | dif.se                      |
| Lördag 5 december 2020  | 37 | Erland Tangvik           | Klubb ej klar          | Målvakt     | Kontraktet går ut och förlängs inte.                                                          | dif.se                      |

## Föreningen

### Ledare
- Huvudtränare:  Kim Bergstrand,  Thomas Lagerlöf
- Assisterande tränare:  Hugo Berggren
- Målvaktstränare:  Nikos Gkoulios
- Sportchef:  Bosse Andersson
- Lagledare:  Daniel Granqvist
- Naprapat:  Christian Andersson,  Karl Barrling
- Sjukgymnast:  Tania Nilsson
- Fystränare:  Viktor Helander
- Läkare:  Håkan Nyberg,  Bengt Sparrelid
- Materialare:  Patrik Eklöf

### Spelartröjor
- Tillverkare: Adidas
- Huvudsponsor: Prioritet Finans
- Hemmatröja: Blårandig
- Bortatröja: Röd
- Tredjetröja: Mörkblå
- Spelarnamn: Ja